# Танос против Халка
«Танос против Халка» (англ. Thanos vs. Hulk) — ограниченная серия комиксов, которую в 2014—2015 годах издавала компания Marvel Comics.

## Синопсис
События разворачиваются до комикса «Танос: Откровение Бесконечности», когда Брюс Баннер работает на «Щ.И.Т.». Пип Тролль похищает Халка и продаёт его Аннигилусу. Тогда является Танос.

### Выпуски
| № | Название                                         | Дата выхода     | Оценка на Comic Book Roundup    |
| - | ------------------------------------------------ | --------------- | ------------------------------- |
| 1 | …Где Брюс Баннер? (англ. …Where’s Bruce Banner?) | 3 декабря 2014  | 6,7 из 10 на основе 12 рецензий |
| 2 | Дуэлизм (англ. Duality)                          | 14 января 2015  | 6,5 из 10 на основе 2 рецензий  |
| 3 | Трансхалкификация (англ. Transhulkrification)    | 11 февраля 2015 | 7,4 из 10 на основе 2 рецензий  |
| 4 | Аннигихалк! (англ. Annihihulk!)                  | 25 марта 2015   | н/д                             |

### Сборники
| Название        | Тип            | Дата выхода | Собранный материал   | Кол-во страниц | ISBN                      |
| --------------- | -------------- | ----------- | -------------------- | -------------- | ------------------------- |
| Thanos vs. Hulk | Мягкая обложка | 9 июня 2015 | Thanos vs. Hulk #1-4 | 112            | 9780785197126, 0785197125 |

## Реакция

### Отзывы критиков
На сайте Comic Book Roundup серия имеет оценку 6,9 из 10 на основе 16 рецензий. Джесс Шедин из IGN дал первому выпуску 7 баллов из 10 и посчитал, что это «не такое сильное начало, как могло бы быть, из-за чрезмерной экспозиции и удивительного отсутствия взаимодействия между заглавными персонажами», но, тем не менее, похвалил Старлина. Джим Джонсон из Comic Book Resources, обозревая дебют, также сетовал на отсутствие взаимодействий между Халком и Таносом, но отметил хороший рисунок создателя. Чейз Магнетт из ComicBook.com поставил первому выпуску оценку «B-» и написал, что он «по-прежнему является прекрасным дополнением к коллекции комиксов Старлина о Таносе, но не представляет последнего в лучшем виде».

### Продажи
Ниже представлен график продаж комикса за первый месяц выпуска на территории Северной Америки.